# عمادالدین محمود گاوان

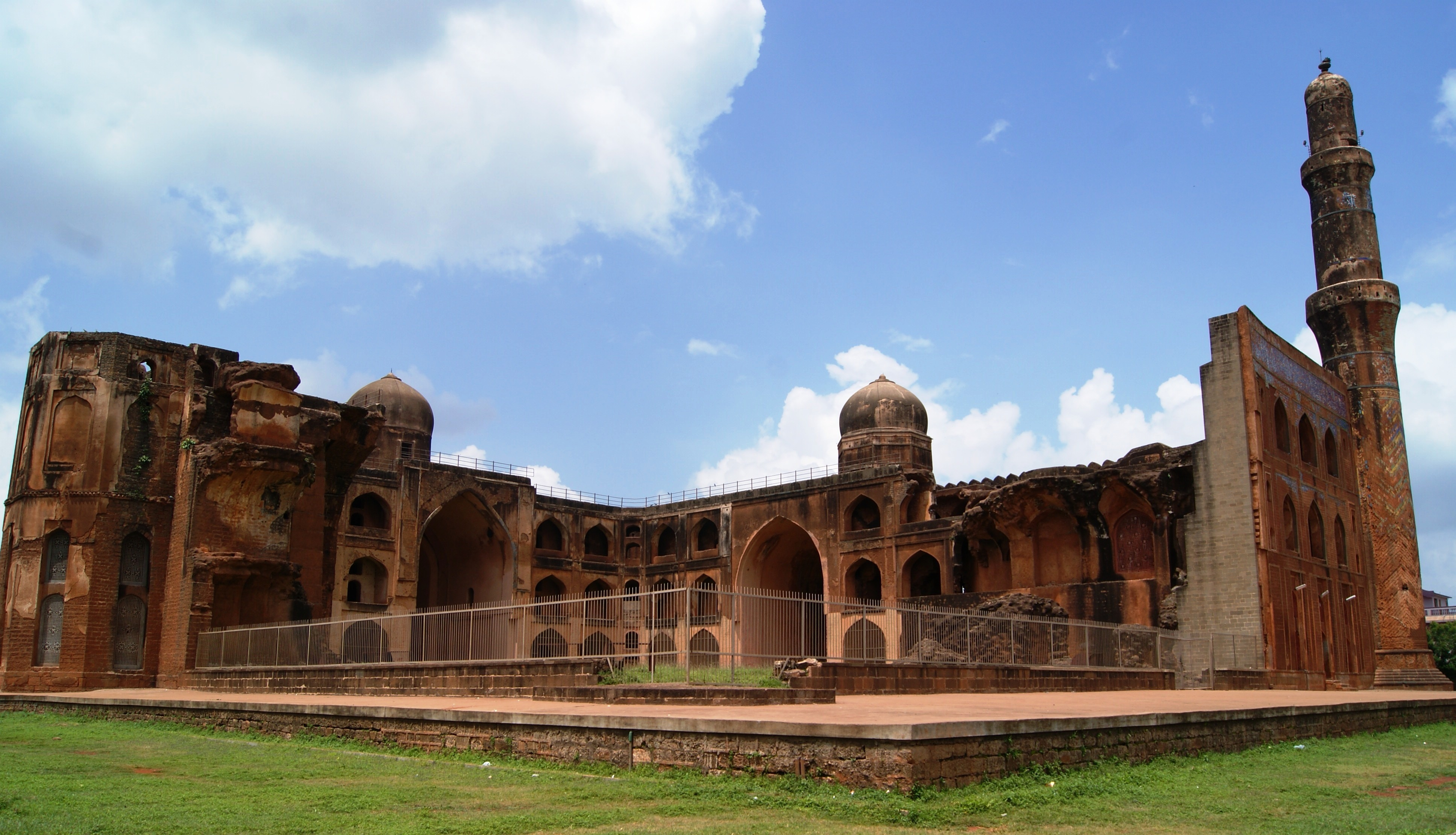
مدرسهٔ محمود گاوان که توسط محمود گاوان، وزیر سلطنت بهمنی، به عنوان مرکز آموزش در فلات دکن ساخته شد./ سپتامبر ۲۰۱۲

عمادالدین محمود گاوان گیلانی، ادیب، سیاستمدار، سپهسالار، و از وزرا و وکلای دربار سلسله بهمنیان هندوستان در قرن نهم بوده‌است.
محل تولد وی را یکی از روستاهای گیلان به نام گاوان یا (قاوان) دانسته‌اند.
آن طور که نوشته‌اند پدران وی از حاکمان گیلان بوده‌اند و او هم پس از آموختن علوم معقول و منقول، به توصیهٔ مادرش، به قصد تجارت و دیدار علما عازم سفرهایی به خراسان و عراق می‌شود و در نهایت به هند می‌رود و جذب دربار سلاطین بهمنی می‌گردد.

## پیشرفت گاوان در دربار بهمنیان و قتل ظالمانه او
عمادالدین محمود پس از ورود به دربار بهمنیان به سرعت پله‌های ترقی را پیمود و تا رسیدن به مقام‌های وزارت و وکالت امور دربار شاهی پیش رفت. وی بارها از سوی سلاطین بهمنی صاحب القاب و عناوین مختلفی هم چون هزار امیر الامرا و «سپهسالار» و «خواجه جهان» گردید.
محمود گاوان، با استفاده از نفوذ خویش دست به مجموعه اصلاحاتی زد که نقش به سزایی در تثبیت حکومت بهمنیان داشت. این اصلاحات بیشتر در زمینه‌های اداری و مالی بود، به گونه‌ای که نظام اداری بهمنیان را متحول ساخت که در انتها، همین امر سبب شکل‌گیری توطئه‌هایی از سوی دشمنان بر ضد او گردید. سرانجام به سبب سخت‌گیری‌هایی که بر امرا به علت استیفای حقوق دولت می‌کرد، امرا را ناراضی کرد و و طی تهمتی که برای براندازی نظام حکومت بهمنیان به وی زده شد، با تمام خدماتی که برای حکومت آن‌ها کرده بود، سلطان محمدشاه بهمنی در سال ۸۸۶ قمری، فرمان قتل وی را صادر کرد.، 

## تالیف‌ها
خواجه عمادالدین با این که همواره به امور درباری و لشکری سرگرم بوده‌است، با این حال از نوشتن نیز غافل نبوده و چندین کتاب پیرامون انشا و نگارش دارد که تا سال‌ها مرجع نویسندگان زمان خویش بوده‌است.وی انواع علوم معقول و منقول به ویژه ریاضی و طب را خوب می‌دانست و در فن نظم و نثر وانشاء و حساب، «بی نظیر روزگار خویش بود» و خط سیاق را خوب می‌نوشت،دیوان اشعار او در دکن نامی است و تا عهد تالیف تاریخ فرشته رایج بود و چند چکامه وابیاتی از آن‌ها را در کتاب نامبردارش ریاض الانشاء آورده‌است.
- ریاض الانشا
- قواعدالانشا
- مناظر الانشا
- منشأت

او دیوان شعری هم داشته‌است که اکنون موجود نمی‌باشد. 

## گرایش‌های عرفانی
خواجه عمادالدین با این که مردی ثروتمند بود اما همواره به یاری نیازمندان می‌پرداخته و مردی صوفی مشرب بوده‌است. او از دوستان و همفکران عبدالرحمن جامی بوده و این مطلب از روی نامه‌هایی که برای یکدیگر می‌نوشته‌اند و در «ریاض الانشا» به ثبت رسیده‌است، پیداست.